# عبد المجيد (اسم)
عبد المجيد اسم مذكر معطى ويعني خادم المجيد (اسم من أسماء الله الحسنى)، والمجيد يعني كثير المجد والعالي السامي، وقد سمي به العديد من الأشخاص منهم:
- عبد المجيد الأول خليفة عثماني، والد كل من عبد الحميد الثاني ومحمد الخامس ومراد الخامس.
- عبد المجيد الثاني آخر خليفة مسلم.
- عبد المجيد بن سعود بن عبد العزيز آل سعود أمير سعودي وأحد أبناء الملك سعود.
- عبد المجيد بن عبد العزيز آل سعود أمير سعودي وأحد أبناء الملك عبد العزيز.
- عبد المجيد سليم البشري أحد شيوخ الأزهر.
- عبد المجيد الزنداني شيخ مشائخ اليمن.
- عبدالمجيد الثقفي تابعي.

## قائمة
- كود سباركل
- تحديث القائمة

1. عبد المجيد آل جميل، قاضي وفقيه عراقي.
2. عبد المجيد أبو المكارم.
3. عبد المجيد الآبادي.
4. عبد المجيد الأركاني.
5. عبد المجيد الأول، سلطان عثماني.
6. عبد المجيد التجار، ضابط شرطة وشاعر سوري.
7. عبد المجيد التلمساني، لاعب كرة قدم تونسي.
8. عبد المجيد الثاني، العثماني الأخير.
9. عبد المجيد الثنيان، لاعب كرة قدم سعودي.
10. عبد المجيد الحر.
11. عبد المجيد الخاني، عالم مسلم ومتصوف شاعر سوري.
12. عبد المجيد الخنفر.
13. عبد المجيد الخوئي.
14. عبد المجيد الدعيج، لاعب كرة قدم سعودي.
15. عبد المجيد الدغستاني.
16. عبد المجيد الرافعي، سياسي لبناني.
17. عبد المجيد الرهيدي، ممثل سعودي.
18. عبد المجيد الرويلي، لاعب كرة قدم سعودي.
19. عبد المجيد الزنداني، سياسي يمني.
20. عبد المجيد الزهراني.
21. عبد المجيد الزين، عضو مجلس النواب اللبناني.
22. عبد المجيد السريحي.
23. عبد المجيد السيواسي، عالم مسلم من علماء الدولة العثمانية.
24. عبد المجيد الشاذلي.
25. عبد المجيد الشتالي، لاعب كرة قدم تونسي.
26. عبد المجيد الشرفي.
27. عبد المجيد الصليهم، لاعب كرة قدم سعودي.
28. عبد المجيد الظلمي، لاعب كرة قدم مغربي.
29. عبد المجيد الفوزان، منشد وممثل سعودي.
30. عبد المجيد القاضي.
31. عبد المجيد الكناني، منتج ومقدم برنامج لقيمات.
32. عبد المجيد اللبان.
33. عبد المجيد المجالي.
34. عبد المجيد المنيع.
35. عبد المجيد النابلي، عالم آثار تونسي.
36. عبد المجيد النجار، سياسي تونسي.
37. عبد المجيد النسعة، ضابط عسكري أردني.
38. عبد المجيد الهتاري.
39. عبد المجيد اليمني.
40. عبد المجيد أيوب العبيدي، فقيه وشاعر وعالم مسلم عراقي.
41. عبد المجيد بن جلون، روائي مغربي.
42. عبد المجيد بن سعود بن عبد العزيز آل سعود.
43. عبد المجيد بن عبد العزيز آل سعود، سياسي سعودي.
44. عبد المجيد بن مسعود.
45. عبد المجيد بويبوض، لاعب كرة قدم مغربي.
46. عبد المجيد حسن.
47. عبد المجيد حسن، سياسي بروني.
48. عبد المجيد دار.
49. عبد المجيد دودين.
50. عبد المجيد ديدي.
51. عبد المجيد ذنيبات.
52. عبد المجيد راجخان، لاعب كرة قدم سعودي.
53. عبد المجيد رزق الله.
54. عبد المجيد سليم.
55. عبد المجيد سيف النصر.
56. عبد المجيد شاكر، سياسي من تونس.
57. عبد المجيد شوقي البكري.
58. عبد المجيد صالح، سياسي لبناني من حركة أمل.
59. عبد المجيد عباس الحيدري، سياسي عراقي.
60. عبد المجيد عبد الله، أمير الطرب.
61. عبد المجيد فرغلي، شاعر مصري.
62. عبد المجيد قاسم، ممثل كويتي.
63. عبد المجيد كعبار.
64. عبد المجيد كيال، لاعب كرة قدم سعودي سابقا.
65. عبد المجيد لطفي، شاعر عراقي.
66. عبد المجيد لكحل، ممثل تونسي.
67. عبد المجيد لمريس، لاعب كرة قدم مغربي.
68. عبد المجيد مجذوب.
69. عبد المجيد محمود القره غولي.
70. عبد المجيد مسكود، مغني جزائري.
71. عبد المجيد مشوح.
72. عبد المجيد نافع.
73. عبد المجيد همو.
74. عبد المجيد وارث، لاعب كرة قدم غاني.
75. عبد المجيد وافي.